# Cooper Square

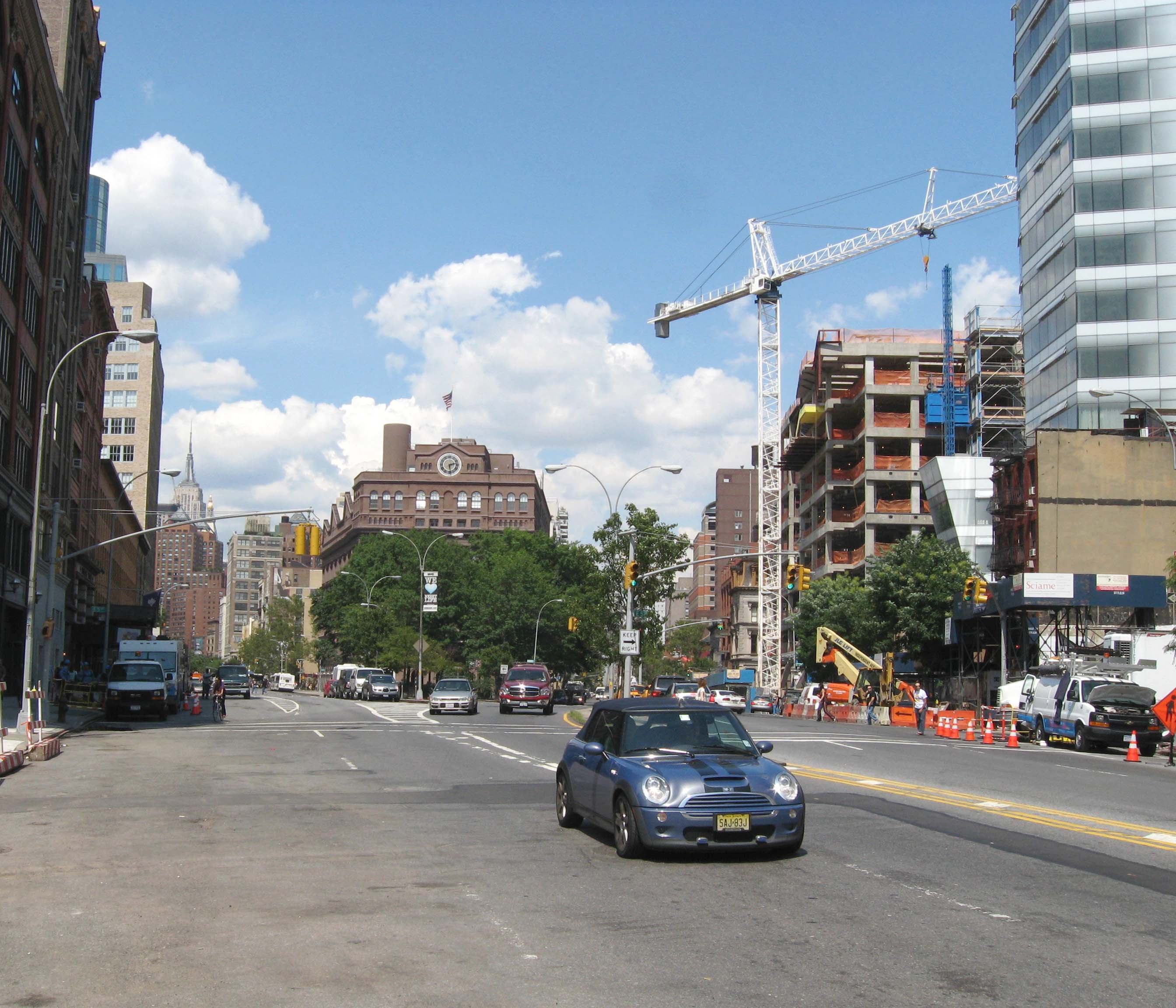
Cooper Square

La Cooper Square (literalment Plaça Cooper) és una important cruïlla de Manhattan, a New York. Se situa a la unió entre Bowery, l'East Village i la Lower East Side, al sud de l'illa. La Cooper Union està situada a l'extrem nord de la plaça, i el college com la plaça deuen el seu nom a Peter Cooper, cèlebre inventor originari de la ciutat.